# Federal Reserve Bank of Chicago
Die Federal Reserve Bank of Chicago, auch als Chicago Fed bekannt, ist eine von zwölf Regionalbanken, die gemeinsam das Federal Reserve System der Vereinigten Staaten bilden. 

Distrikte und Verwaltungssitze des Federal Reserve Systems

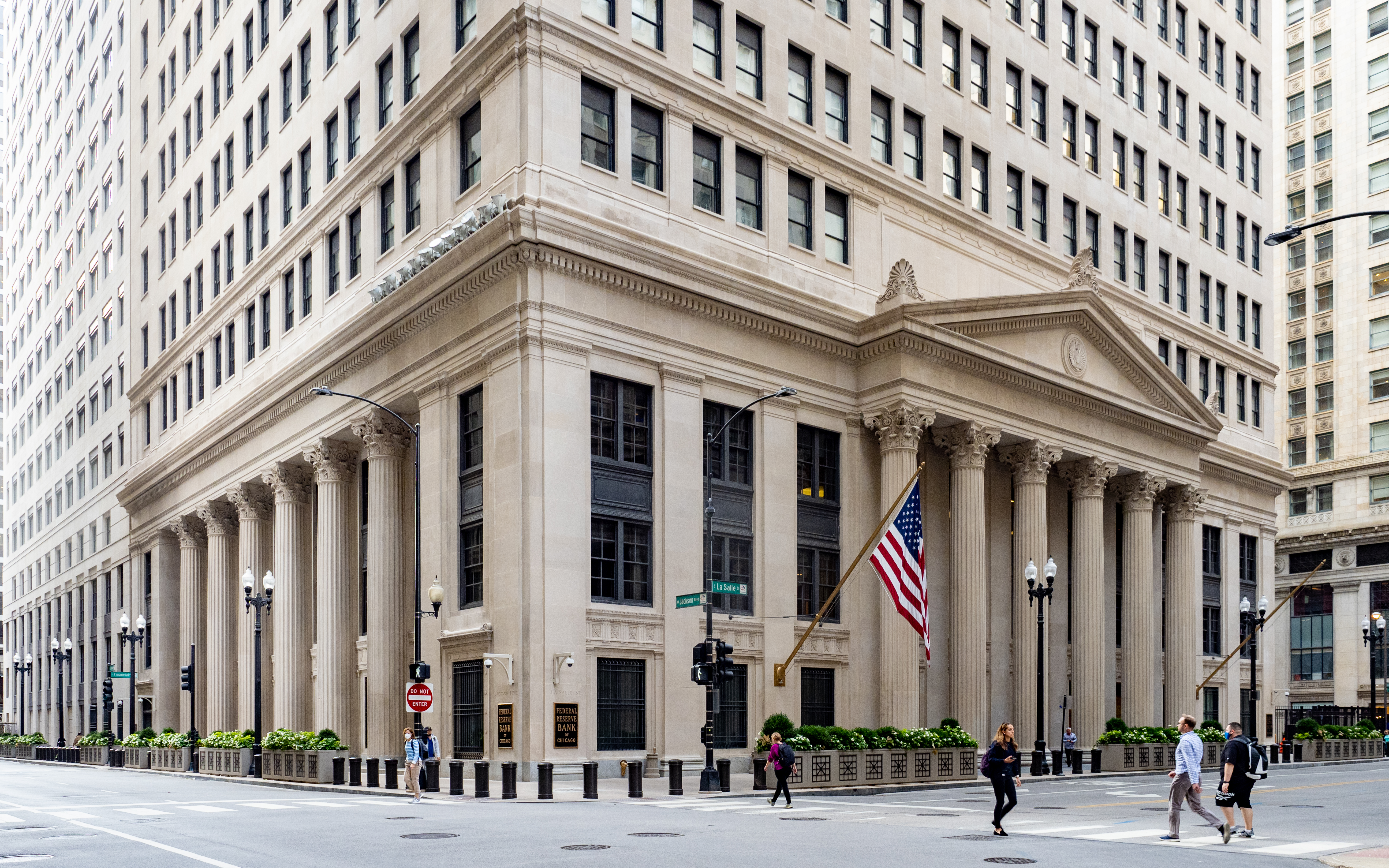
Hauptsitz der Chicago Fed

Sie hat ihren Hauptsitz in Chicago (Illinois) in der 230 S LaSalle Street und eine Zweigstelle in Detroit. Die Bank bedient den siebten Federal Reserve District, der die nördlichen Teile von Illinois und Indiana, das südliche Wisconsin, die untere Halbinsel von Michigan und den gesamten Bundesstaat Iowa umfasst. Zusätzlich zur Teilnahme an der Formulierung der Geldpolitik überwacht sie Mitgliedsbanken und Bankholdinggesellschaften, erbringt Finanzdienstleistungen für Verwahrstellen und für die US-Regierung und beobachtet die wirtschaftlichen Verhältnisse in dem Distrikt. Mit dem Chicago Fed National Activity Index hat die Bank auch ein Instrument zur Messung der gesamtamerikanischen Konjunktur entwickelt.
Die Chicago Fed hat zusammen mit den anderen elf regionalen Distriktbanken drei Hauptfunktionen: Unterstützung der Geldpolitik, Erhaltung der Funktionsweise des landesweiten Zahlungssystems und Regulierung bzw. Überwachung des lokalen Bankensystems. Die Bank ist ähnlich einer Privatbank eingerichtet. Sie lagert Wertanlagen, bearbeitet Schecks und vergibt Kredite an die Privatbanken in ihrem regulierten Bereich. Ihre Aufgabe ist es auch, in Zusammenarbeit mit den anderen Filialen der Fed die Zinssätze zu bestimmen, und ihr Präsident trifft sich regelmäßig mit anderen Bankpräsidenten und Vorstandsmitgliedern des Federal Reserve Systems.
Das Money Museum der Bank ist das ganze Jahr über von Montag bis Freitag von 8:30 bis 17:00 Uhr geöffnet, außer an Feiertagen. Das Museum verfügt über einen Abschnitt, an dem ein Gast ein Bild von einer Million Dollar in 100-Dollar-Scheinen machen kann. Auch eine Million Dollar in Form von 1-Dollar-Scheinen und eine Million Dollar in 20-Dollar-Scheinen werden ausgestellt. Das Museum ist dafür bekannt, Taschen mit geschredderten Geldfetzen als Souvenirs zu vergeben.
Austan Goolsbee ist derzeit der Präsident der Chicago Fed. Er trat sein Amt am 9. Januar 2023 als zehnter Präsident und Chief Executive Officer der Federal Reserve Bank von Chicago an.

## Bisherige Präsidenten
Präsidenten seit Gründung der Bank 1914:
- James B. McDougal, 1914–1934
- George J. Schaller, 1934–1941
- Clifford S. Young, 1941–1956
- Carl E. Allen, 1956–1961
- Charles J. Scanlon, 1962–1970
- Robert P. Mayo, 1970–1981
- Silas Keehn, 1981–1994
- Michael H. Moskow, 1994–2007
- Charles L. Evans, 2007–2023
- Austan Goolsbee, seit 2023